# Lapušnik
Llapushnik en albanais est une localité du Kosovo située dans la commune,district de Pristina (Kosovo). Selon le recensement kosovar de 2011, elle compte 3 433 habitants, dont 3 430 Albanais.

## Patrimoine
- Église Saint-Abraham[3]

## Démographie

### Évolution historique de la population dans la localité
| 1948 | 1953  | 1961  | 1971  | 1981  | 1991  | 2011  |
| ---- | ----- | ----- | ----- | ----- | ----- | ----- |
| 942  | 1 005 | 1 170 | 1 668 | 2 402 | 3 165 | 3 433 |

|  |